# Академія Жуліана

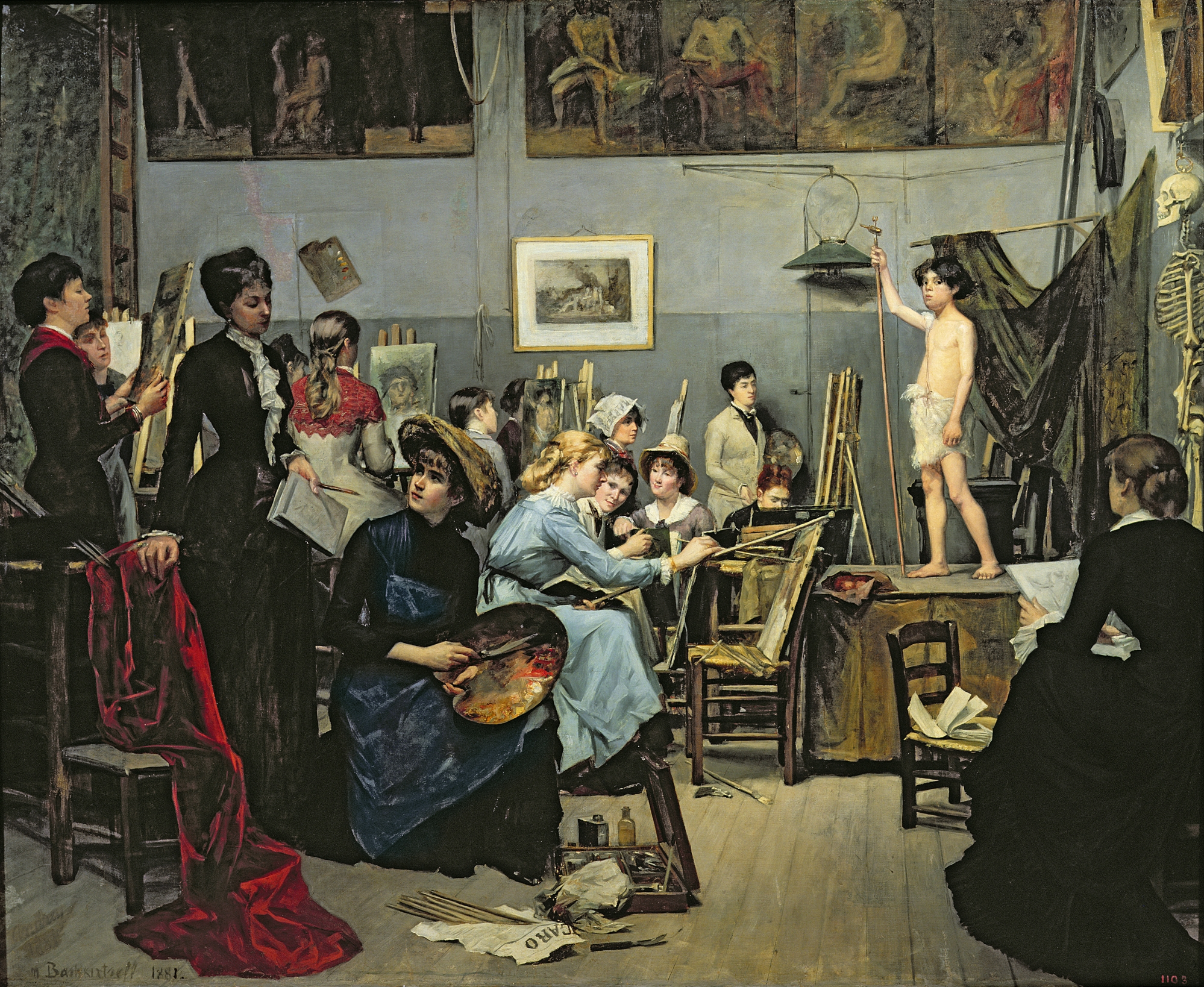
М.Башкирцева В майстерні.

48°52′16″ пн. ш. 2°20′30″ сх. д. / 48.871111111111° пн. ш. 2.3416666666667° сх. д.
Академія Жуліана (фр. Académie Julian) — приватний навчальний заклад малювання та скульптури, створений в Парижі в 1867 році художником Родольфом Жуліаном на противагу Школі образотворчого мистецтва, що існувала в той час. Швидко завоювала визнання за рахунок підготовки художників, які стали всесвітньо відомими та визнаними, в тому числі й з України.

## Історія

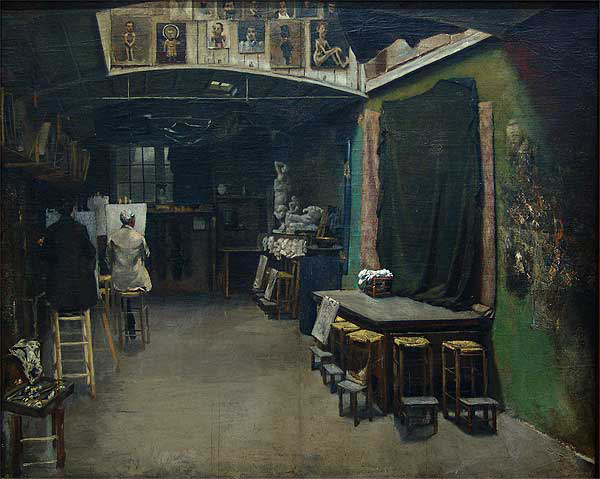
Pedro Weingärtner Майстерня Жуліана.

Академію заснував у 1867 році в Парижі французький художник Родольф Жуліан.
Академія Жуліана була закрита під час Другої світової війни, а дві майстерні продані у 1946 році. Майстерня на вулиці Драгунів викуплена Гійомом Мет-де-Пенінгеном і Жаком де-Андоном в 1959 році у Андре Корті, спадкоємиці Родольфа Жуліана, потім в 1968 році інтегрована в майстерні Школи графічного образотворчого мистецтва Пенінгена на вулиці Бері під керівництвом Сесіль Бельден з Андре дель Дебіо до 1973 року, коли вони були експропрійовані. Андре дель Дебіо після цього керував Академією Жуліана-дель-Дебіо, яка сповідувала скульптуру і малюнок з живими моделями. Академія Жуліана тепер частина Школи графічного образотворчого мистецтва Пенінгена.

## Відомі учні
| Художники за країнами походження Період 1867—1940 | Художники за країнами походження Період 1867—1940 | Художники за країнами походження Період 1867—1940 |
| ------------------------------------------------- | ------------------------------------------------- | --- |
|                                                   | Бельгія                                           | Фернан Кнопф |
|                                                   | Білорусь                                          | Леон Бакст |
|                                                   | Ірландія                                          | Графиня Маркевич, Ейлін Грей |
|                                                   | Ліван                                             | Халіль Джебран |
|                                                   | Німеччина                                         | Ернст Барлах — Кете Кольвіц |
|                                                   | Росія                                             | Євген Лансере, Леон Гаспар |
| États-Unis d'Amérique                             | США                                               | Аманда Брюстер Севелл — Ліла Кабот Пері — Роберт Раушенберг — Чайлд Хассам                                                                               |
|                                                   | Україна                                           | Марія Башкирцева — Анна Білінська — Давид Відгоф — Касандр — Маріамна Лопухіна — Жан Песке — Софія Станкевич — Олександр Шевченко                        |
|                                                   | Фінляндія                                         | Акселі Гален-Калела |
| France                                            | Франція                                           | П'єр Боннар — Луїза Буржуа — Андре Дерен — Жан Дюбюффе — Марсель Дюшан — Жак-Анрі Лартіг — Фернан Леже — Анрі Матісс — Фелікс Валлотон — Жан Едуар Вюйяр |
|                                                   | Чехія                                             | Альфонс Муха |
|                                                   | Швейцарія                                         | Фелікс Валотон — Ганс Ерні |

## Відомі викладачі
| Викладачі за країною походження Період 1867—1940 | Викладачі за країною походження Період 1867—1940    | Викладачі за країною походження Період 1867—1940 |
| ------------------------------------------------ | --------------------------------------------------- | ------------------------------------------------ |
| France                                           | Франція Адольф Бугро — Тоні Робер-Флорі — Анрі Шапу |                                                  |

## Фотодокументи

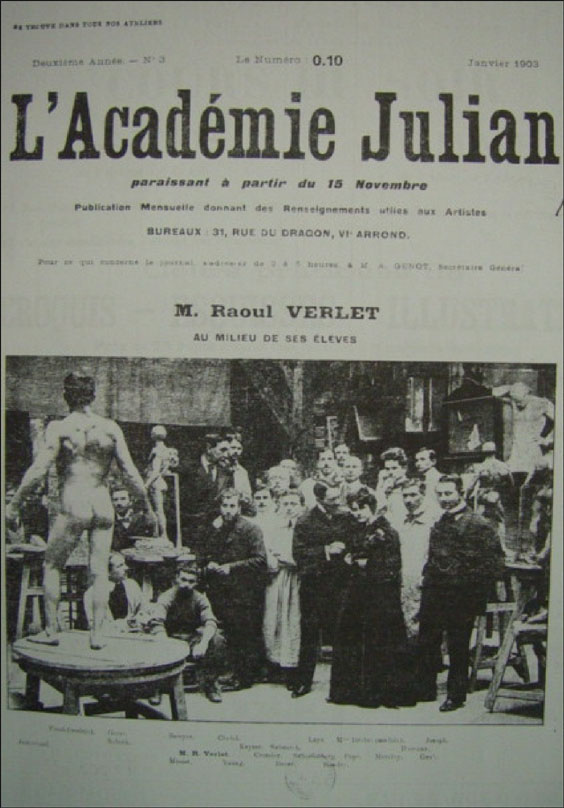
Газета.
Журнал запису учнів.[1]